# گمینا پیاسکی (استان لوبلین)
گمینا پیاسکی (استان لوبلین) (به لهستانی:  Gmina Piaski) یک گمینا در لهستان است که در شهرستان شویدنگک واقع شده‌است. گمینا پیاسکی ۱۶۹٫۷۳ کیلومتر مربع مساحت و ۱۰٬۵۶۳ نفر جمعیت دارد.